# Weiß wie Schnee (Album)
Weiß wie Schnee ist das achte Studioalbum des österreichischen Austropop-Musikers und Liedermachers Wolfgang Ambros, es ist sein zweites Nummer-eins Album.

## Produktion
Wolfgang Ambros und sein Freund und Texter Joesi Prokopetz produzierten 1980 das Studioalbum Weiß wie Schnee. Es ist die erste vollständige aufgenommene LP mit seiner No. 1 vom Wienerwald, der Peter Schleicher, Helmut Pichler, Günter Dzikowski und Helmut Nowak angehören.

## Titelliste
1. Gezeichnet fürs Leben – 5:04 (Ambros)
2. Original Clarks – 3:34 (Ambros)
3. I wü frei sein – 2:49 (Ambros)
4. Guten Morgen – 4:27 (Ambros)
5. Weiß wie Schnee – 4:46 (Ambros)
6. Kaputt und munter – 5:15 (Ambros)
7. Geteiltes Leid – 4:23 (Günter Dzikowski, Ambros)
8. Sodbrennerei – 3:59 (Joesi Prokopetz)
9. A großes Werk – 5:14 (Peter Koller, Ambros)

## Artwork
Das Frontcover zeigt den gewohnten geschwungenen W.Ambros-Schriftzug feinstäubig hingekrümelt, wie eine eben daraus gelegte Line Koks vor einem schwarzen Sternenhimmel, davor ist ein kleines schneeweißes Häufchen Kokain auf einem schwarzen Tisch zu sehen.

## Chartplatzierungen
| ChartsChartplatzierungen | Höchstplatzierung | Wochen/ Monate |
| ------------------------ | ----------------- | -------------- |
| Deutschland (GfK)        | 31 (20 Wo.)       | 20 Wo.         |
| Österreich (Ö3)          | 1 (4½ Mt.)        | 4½ Mt.         |